# 俠客行
『俠客行』（きょうかくこう、拼音: Xiákèxíng）は、中国および中華圏（台湾、シンガポール、華僑・華人コミュニティ等）で著名な小説家金庸の武俠小説のひとつ。1965年発表。

## 登場人物
狗雑種（のらいぬ）
純真無垢でありながら聡明な少年。山中に母と暮らしていたため世俗と交わりがなく世間知らず。母に虐待されながら育てられたため炊事、洗濯等の家事が得意。行方不明となった母を捜しに山を降りたこと、玄鉄令を手に入れたことから江湖の事件に巻き込まれる。
長楽幇幇主に瓜二つの容貌のため身代わりにされ石破天を名乗る。後に金烏派の一番弟子となり史億刀（しおくとう）という名を授かる。
内功は比類ない強さであるが外功はたいしたことはなかったが、史婆婆や石清夫妻らに手ほどきを受けて強力な使い手に育った。後に俠客行を会得し、作中は言うに及ばず、金庸作品の中でもトップレベルの強さを誇るようになる。
石破天（せきはてん）
石中玉が長楽幇幇主として使う偽名。女好きで悪名高い人物。行方不明となり容貌が瓜二つの狗雑種が身代わりとなる。
謝煙客（しゃえんかく）
武林屈指の使い手であり偏屈な性格の奇人としても知られる。玄鉄令の持ち主の願いを叶えるという約定をたてた。人呼んで「摩天居士（まてんこじ）」。
玄鉄令を手に入れながら願い事を言わない狗雑種を殺すために矛盾する内功を教えるが、彼は偶然から凄まじい内功を得てしまう。
石清（せきせい）
武林の名剣客。全身黒ずくめの姿をしており、愛妻閔柔と合わせて「黒白双剣（こくはくそうけん）」と呼ばれる。
閔柔（びんじゅう）
武林の名剣客。全身白ずくめの姿をしている。人呼んで「氷雪神剣（ひょうせつしんけん）」。
石中玉（せきちゅうぎょく）
石清と閔柔の息子。雪山派に入門し武芸を学んでいた。しかし師伯白万剣の娘に乱暴しようとし失踪。
白万剣（はくばんけん）
雪山派の師範、白自在の息子。娘の死の原因となった石中玉を憎んで、彼を追いかけて途中、狗雑種と色々事件があった。
白自在（はくじざい）
雪山派総帥。武術の達人であるが自惚れが強く、それが雪山派分裂の原因となってしまう。人呼んで「威徳先生（いとくせんせい）」。
丁不三（ていふさん）
武林に名高い悪人。腕が立ち残虐な性格であるが一日に殺す人数を三人までと決め、それが名の由来となっている。
丁不四（ていふし）
丁不三の弟。兄とは仲が悪い。兄同様、名前通り一日に殺す人数を四人までとしている。若い頃に恋した史婆婆を今でも想い続けている。
丁璫（ていとう）
丁不三の孫娘で石破天の恋人。悪知恵に長ける。石破天からは「叮叮璫璫（テインテインタンタン）」と呼ばれる。
史婆婆（しばば）
白自在の妻。孫娘が自害したことに端を発した夫婦喧嘩の末家出した。偶然から孫娘を救出し気晴らしの旅を続けていたが丁不四に孫ともどもさらわれ、命の危機にあったところを狗雑種に救われる。夫の流派雪山剣法を破るため金烏刀法を編み出し狗雑種を弟子として授けた。
阿繍（あしゅう）
史婆婆の孫娘。石中玉に乱暴されそうになり崖から身を投げた。深雪により一命をとりとめ祖母に救出された。容貌は石中玉そっくりだが性格は誠実で素朴な狗雑種に恋心を抱く。
張三（ちょうさん）
俠客島からの使者。武芸の達人であり陽の内功を修めている。
李四（りし）
俠客島からの使者。武芸の達人であり陰の内功を修めている。

## あらすじ
願いを叶えてくれるという「玄鉄令」をめぐり争う武芸者たち。偶然からそれを手に入れた「狗雑種」と名乗る少年は玄鉄令の主謝煙客とともに彼の住処である摩天崖へと行く。謝煙客の世話をしながら暮らしている狗雑種だが、なかなか願い事を言わない彼を疎ましく思う謝煙客は狗雑種に間違った内功を教え殺そうとする。しかし自身の修行により疲弊しているところへ長楽幇の使い手が現れ狗雑種は連れ去られてしまう。折しも江湖には俠客島からの使者が現れ、数々の組織を壊滅させ騒然となっていた…

## 日本語訳
- 『侠客行』全3巻、岡崎由美監修、土屋文子訳

徳間書店、1997年／徳間文庫、2001-2002年
1. 野良犬
2. 闇からの使者
3. 侠客島の秘密

## キーワード
玄鉄令
武林の奇人謝煙客が玄鉄で作った板。これを謝煙客に渡すと願いを叶えてくれるといわれている。元は謝煙客が恩義のある三人の友人に送ったもので、二人がこれを使い武林を二度震撼させた。残り一人はこれを使うことなく死に、子孫もないことから玄鉄令は行方知れずとなっていた。
泥人形
狗雑種が大悲老人から譲り受けた人形。全部で十八体あり、中には少林寺の内功の奥義「羅漢伏魔功」が秘められた羅漢像が隠されている。
銅牌
俠客島への招待状。
俠客島
十年に一度、江湖の英雄好漢たちを島に招く。招かれたものは三十年来誰一人として帰ってきていない。
俠客行
李白の詩のひとつ。無敵の武芸が秘められているという。
趙客縵胡纓　　呉鉤霜雪明　／　趙客　縵胡の纓　呉鉤　霜雪明らかなり
銀鞍照白馬　　颯沓如流星　／　銀鞍　白馬を照らし　颯沓として流星の如し
十歩殺一人　　千里不留行　／　十歩に一人を殺し　千里　行を留めず
事了払衣去　　蔵深身與名　／　事了れば衣を払って去り　深く身と名を蔵す
閑過信陵飲　　脱剣膝前横　／　閑に信陵を過りて飲み　剣を脱して膝前に横たう
将炙啖朱亥　　持觴勧侯嬴　／　炙を採りて朱亥に啖わしめ　觴を持ちて侯嬴に勧む
三杯吐然諾　　五岳倒為軽　／　三杯　然諾を吐き　五岳　倒って軽しと為す
眼花耳熱後　　意気素霓生　／　眼花み耳熱せし後　意気　素霓を生ず
救趙揮金槌　　邯鄲先震驚　／　趙を救うて金槌を揮い　邯鄲　先ず震驚す
千秋二壮士　　烜赫大梁城　／　千秋に二壮士　烜赫たり　大梁城
縦死俠骨香　　不慙世上英　／　縦え死するとも俠骨香しく　世上の英たるに慙じず
誰能書閣下　　白首太玄経　／　誰か能くせん　書閣の下　白首にて太玄経を

## 映像化作品
映画
- 『俠客行』 ショウ・ブラザーズ 香港 1982年 - 郭追（狗雑種）、文雪児（丁璫）※日本未公開

テレビドラマ
- 『俠客行』 中華テレビ（CTS） 台湾 1985年 - 莫少聰（狗雑種）、趙永馨（丁璫）※日本未公開
- 『俠客行』 無綫電視（TVB） 香港 1989年 - 全20話、トニー・レオン（狗雑種）、鄧萃雯（丁璫）、秦煌（丁不四）※日本未公開
- 『侠客行』 内蒙古電視台 中国 2001年 - 全40話、呉健（ウー・ジェン）（狗雑種）、周莉（ジョウ・リー）（丁璫）

コミック
- 『俠客行』画：黄玉郎（香港）